# Deutsche Meisterschule für Mode
Die Deutsche Meisterschule für Mode ist eine Berufsschule in München, die auf die Meisterprüfung zum Schneider und Designer vorbereitet. Sie hat überregional Bedeutung für die deutsche Mode und Modewirtschaft. Heute bestehen mehrere Ausbildungseinrichtungen unter einem Dach.

## Geschichte

### Anfänge in Weimarer Republik und Drittem Reich
Stadtschulrat Hans Baier gründete in den 1920er Jahren in München mehrere Meisterschulen. Dies geschah in der Tradition von Georg Kerschensteiner, der ab 1895 sein Vorgänger gewesen war. Baier konnte sich bei der Gründung auf die Unterstützung dreier Verbände stützen, des Reichsverbandes der Innungen für das Damenschneidergewerbe (Sitz in Berlin), des Reichsverbandes für das Deutsche Schneidergewerbe (Elberfeld, heute zu Wuppertal) und des Reichsverbandes für Wäscheschneiderei (Hamburg). So entstand die Schule von Anfang an als deutschlandweite Ausbildungseinrichtung. Als Gebäude war ein Neubau für Meisterschule und Frauengewerbeschule in der Hochstraße vorgesehen; dieser wurde nicht errichtet und so entstand die Schule 1931 am innerstädtischen Oberanger im Neuen Landschaftsgebäude.
Ziel der Ausbildung junger Frauen war es, „künstlerisch und technisch begabte Schülerinnen zu führenden Meisterinnen, künstlerisch selbständig schaffenden Modellistinnen, Directricen und Geschäftsleiterinnen“ auszubilden.
Erste Leiterin wurde Gertrud Kornhas-Brandt. Sie wurde durch Eduard Josef Wimmer-Wisgrill empfohlen, Leiter der Wiener Kunstgewerbeschule. Sie hatte in Wien bei ihm ihre Ausbildung gemacht, dann in Zürich gearbeitet und später im Schwarzwald eine Textil-Heimindustrie organisiert.
Es kam bald zum Konflikt mit den Innungen, besonders deren Vertreterinnen in München, die Konkurrenz in der Zeit der Weltwirtschaftskrise fürchteten. Die Schule organisierte während der Olympischen Spiele 1936 eine Modenschau in Garmisch und hatte Anteil an der Entwicklung der Mode im Trachtenstil.
In der Zeit der Gleichschaltung aller Institutionen im Nationalsozialismus wurde Kornhas-Brandt angefeindet; sie gehörte nicht der NSDAP an. Stadtschulrat Josef Bauer stellte sich vor sie. Kornhas-Brandt bat 1939 um einen Termin bei Adolf Hitler, von dem sie sich „direkte Orientierung“ über den geplanten Weg für eine deutsche Mode erhoffte; es kam nicht dazu, denn Hitler plante eine Akademie für Mode in Wien. Kornhas-Brandt wollte aus der Schule eine Fachhochschule machen. Nach dem deutschen Angriff auf Frankreich und der deutschen Besetzung von Paris wurde die Vorbildfunktion der Pariser Mode geschwächt; die Deutsche Meisterschule nutzte die gegebene Chance und kooperierte stark mit der deutschen Textilindustrie, was ihren Einfluss vergrößerte. Schon 1936 bezeichnete die US-Presse Kornhas-Brandt als "dictator" der Mode. 1944 wurde die Schule evakuiert und 1945 beschädigt.

### Nachkriegsdeutschland bis heute
1945 bemühte sich Kornhas-Brandt mit Hilfe von Stadtschulrat Anton Fingerle um den Wiederaufnahm des Schulbetriebes. Am 2. Mai 1946
konnte der Unterricht mit 18 Schülerinnen beginnen. 1948 kam der erste männliche Schüler. In den Jahren des wirtschaftlichen Wiederaufbaus waren Materialien knapp und viele Frauen nähten Kleidungsstücke um. Noch 1950 sprach die Leiterin von Deutschland als einem „modeferne[n] Land“.
1957 endete die Ära Kornhas-Brandt; ihre Nachfolger wurden Arthur Burghardt, 1969 Georg Weith und 1979 Heinz Pressl.
1957 wurde die Position eines künstlerischen Leiters neben der Stelle des Schulleiters geschaffen. Horst Klöß, der künstlerische Leiter von 1958 bis 1962, äußerte: „Der Vorgang des Modeschöpfens ist […] etwas Spirituelles […] Haute Couture ist Abstraktion […] ich liebe die herbe, strenge Linie.“
Unter Schulleiter Georg Weith begann man, Studienreisen nach Paris, Florenz und Venedig zu organisieren, und holte auch europäische Modeschöpfer wie Marc Bohan, Yorn, Heinz Schulze-Varell und Heinz Oestergaard für Projekte an die Schule. Uli Richter war 1971 Gastdozent.
Heute hat die Schule mehr als 250 Schüler; zu den Absolventen gehören Gabriele Blachnik, Ayzit Bostan, Karl-Ludwig Rehse, Sabina Sakoh und Gabriele Strehle.

## Ehemalige Lehrer und Schüler
- Urs Lang-Kurz
- Gisela Storch-Pestalozza
- Michael Schölß[14]
- Eduard Josef Wimmer-Wisgrill
- Heidi Wujek